# Ульяновка (Шилкинський район)
Улья́новка (рос. Ульяновка) — село у складі Шилкинського району Забайкальського краю, Росія. Входить до складу Верхньохілинського сільського поселення.

## Населення
Населення — 169 осіб (2010; 255 у 2002).
Національний склад (станом на 2002 рік):
- росіяни — 90 %